# Base (phylogénétique)
Pour les articles homonymes, voir base.
Basal (phylogénie)
En phylogénie, un clade est dit basal par rapport à d'autres s'il constitue le groupe-frère du groupe contenant ces derniers,.

Dans l'exemple suivant, le clade 1 est basal par rapport aux clades 2 et 3.
|  | Clade 1                                             |
|  |                                                     |
|  | \| \| Clade 2 \| \| \| \| \| \| Clade 3 \| \| \| \| |
|  |                                                     |
|  | Clade 2                                             |
|  |                                                     |
|  | Clade 3                                             |
|  |                                                     |

|  | Clade 2 |
|  |         |
|  | Clade 3 |
|  |         |